# Стадион Азул
Стадион Азул (енгл. Estadio Azul) је фудбалски стадион у Мексико Ситију, Мексико.
Овај спортски објекат се користи за фудбалске утакмице фудбалског савеза, али и за амерички фудбал. Тазон Мексико игра на овом стадиону као домаћин. Био је дом мексичког фудбалског клуба Круз Азул до 2018. године, отуда и претходни надимак Естадио Азул, и фудбалске репрезентације Мексика, посебно се често користио почетком 1990их. У лето 2016. године власти Мексико Ситија објавиле су да ће планови за рушење стадиона почети на крају сезоне Лиге МКС 2017-2018. Међутим, у јулу 2018. пројекат рушења је стављен на чекање.
Тренутно је дом Атланте Ф.Ц. Стадион је поново добио надимак Естадио Азулграна који је раније имао током 1980их и 1990их због чињенице да је био дом Атланте Ф.Ц.
Два пута када је Мексико је био домаћин Светског првенства, Стадион Азул није био домаћин утакмица углавном због старости структуре, лоших паркинг простора и сложених образаца саобраћаја. Посебност овог стадиона је што је изграђен тако да је игралиште испод нивоа улице. Одмах поред стадиона је Плаза де торос Мексико, највећа арена за кориде на свету. 

## Галерија
- Поглед са улице
- Поглед из ваздуха
- Поглед са гледалишта
- Поглед са источне стране

## Инфраструктура
Након доласка фудбалског клуба Круз Азул, било је много реновирања како би стадион био безбеднији, удобнији и прилагођен потребама навијача. Међу погодностима су:
- Две професионалне фудбалске свлачионице
- Две свлачионице за судије
- Сала за конференције за штампу капацитета 50 људи
- Видео систем затвореног круга који укључује седамдесет камера
- Стадион Азул прима 33.000 људи, укључујући 92 бокса, смањен капицитет ради удобности.